# Сент-Чарльз (приход)
Сент-Чарльз (англ. Saint Charles Parish) или Сен-Шарль (фр. Paroisse de Saint-Charles) — приход штата Луизиана, США. Официально образован в 1807 году. По состоянию на 2010 год, численность населения составляла 52 780 человек.

## География
По данным Бюро переписи США, общая площадь прихода равняется 1 064,491 км2, из которых 722,611 км2 — суша, и 341,880 км2, или 32,000 %, — это водоёмы.

## Население
По данным переписи населения 2000 года на территории прихода проживает 48 072 жителя в составе 16 422 домашних хозяйств и 13 088 семей. Плотность населения составляет 65,00 человек на км2. На территории прихода насчитывается 17 430 жилых строений, при плотности застройки около 24,00-х строений на км2. Расовый состав населения: белые — 72,40 %, афроамериканцы — 25,23 %, коренные американцы (индейцы) — 0,26 %, азиаты — 0,55 %, гавайцы — 0,01 %, представители других рас — 0,64 %, представители двух или более рас — 0,91 %. Испаноязычные составляли 2,80 % населения независимо от расы.
В составе 43,40 % из общего числа домашних хозяйств проживают дети в возрасте до 18 лет, 60,40 % домашних хозяйств представляют собой супружеские пары, проживающие вместе, 14,70 % домашних хозяйств представляют собой одиноких женщин без супруга, 20,30 % домашних хозяйств не имеют отношения к семьям, 16,70 % домашних хозяйств состоят из одного человека, 5,40 % домашних хозяйств состоят из престарелых (65 лет и старше), проживающих в одиночестве. Средний размер домашнего хозяйства составляет 2,90 человека, и средний размер семьи 3,27 человека.
Возрастной состав прихода: 30,30 % — моложе 18 лет, 8,30 % — от 18 до 24, 31,40 % — от 25 до 44, 21,00 % — от 45 до 64, и 21,00 % — от 65 и старше. Средний возраст жителя прихода — 34 года. На каждые 100 женщин приходится 95,20 мужчин. На каждые 100 женщин старше 18 лет приходится 91,70 мужчин.
Средний доход на домохозяйство прихода составлял 45 139 USD, на семью — 50 562 USD. Среднестатистический заработок мужчины был 40 651 USD против 24 780 USD для женщины. Доход на душу населения составлял 19 054 USD. Около 9,30 % семей и 11,40 % общего населения находились ниже черты бедности, в том числе — 14,20 % молодёжи (тех, кому ещё не исполнилось 18 лет) и 12,40 % тех, кому было уже больше 65 лет.